# Liste der Biografien/Schat
Liste der Biografien |
Portal Biografien |
Personensuche
# |
A |
B |
C |
D |
E |
F |
G |
H |
I |
J |
K |
L |
M |
N |
O |
P |
Q |
R |
S |
T |
U |
V |
W |
X |
Y |
Z |
?
 
Sa |
Sb |
Sc |
Sd |
Se |
Sf |
Sg |
Sh |
Si |
Sj |
Sk |
Sl |
Sm |
Sn |
So |
Sp |
Sq |
Sr |
Ss |
St |
Su |
Sv |
Sw |
Sy |
Sz
 
Sca–Sce |
Sch |
Sci–Scz
 
Scha |
Schc |
Schd |
Sche |
Schg |
Schi |
Schj |
Schk |
Schl |
Schm |
Schn |
Scho |
Schp |
Schr |
Schs |
Scht |
Schu |
Schv |
Schw |
Schy
 
Schaa |
Schab |
Schac |
Schad |
Schae |
Schaf |
Schag |
Schah |
Schai |
Schaj |
Schak |
Schal |
Scham |
Schan |
Schap |
Schaq |
Schar |
Schas |
Schat |
Schau |
Schav |
Schaw |
Schax |
Schay |
Schaz
Die Liste der Biografien führt alle Personen auf, die in der deutschsprachigen Wikipedia einen Artikel haben. Dieses ist eine Teilliste mit 178 Einträgen von Personen, deren Namen mit den Buchstaben „Schat“ beginnt.

## Schat
- Schat, Peter (1935–2003), niederländischer Komponist, Musikpädagoge und Musikschriftsteller

### Schata
- Schatajewa, Elwira Sergejewna (1938–1974), sowjetische feministische Bergsteigerin
- Schatalin, Stanislaw Sergejewitsch (1934–1997), sowjetischer bzw. russischer Wirtschaftswissenschaftler
- Schatalow, Juri Grigorjewitsch (1945–2018), sowjetischer Eishockeyspieler
- Schatalow, Wladimir Alexandrowitsch (1927–2021), sowjetischer Kosmonaut, Ingenieur, Offizier
- Schatalowa, Galina Sergejewna (1916–2011), russische NeurochirurginGalina Sergejewna Schatalowa (1916–2011)

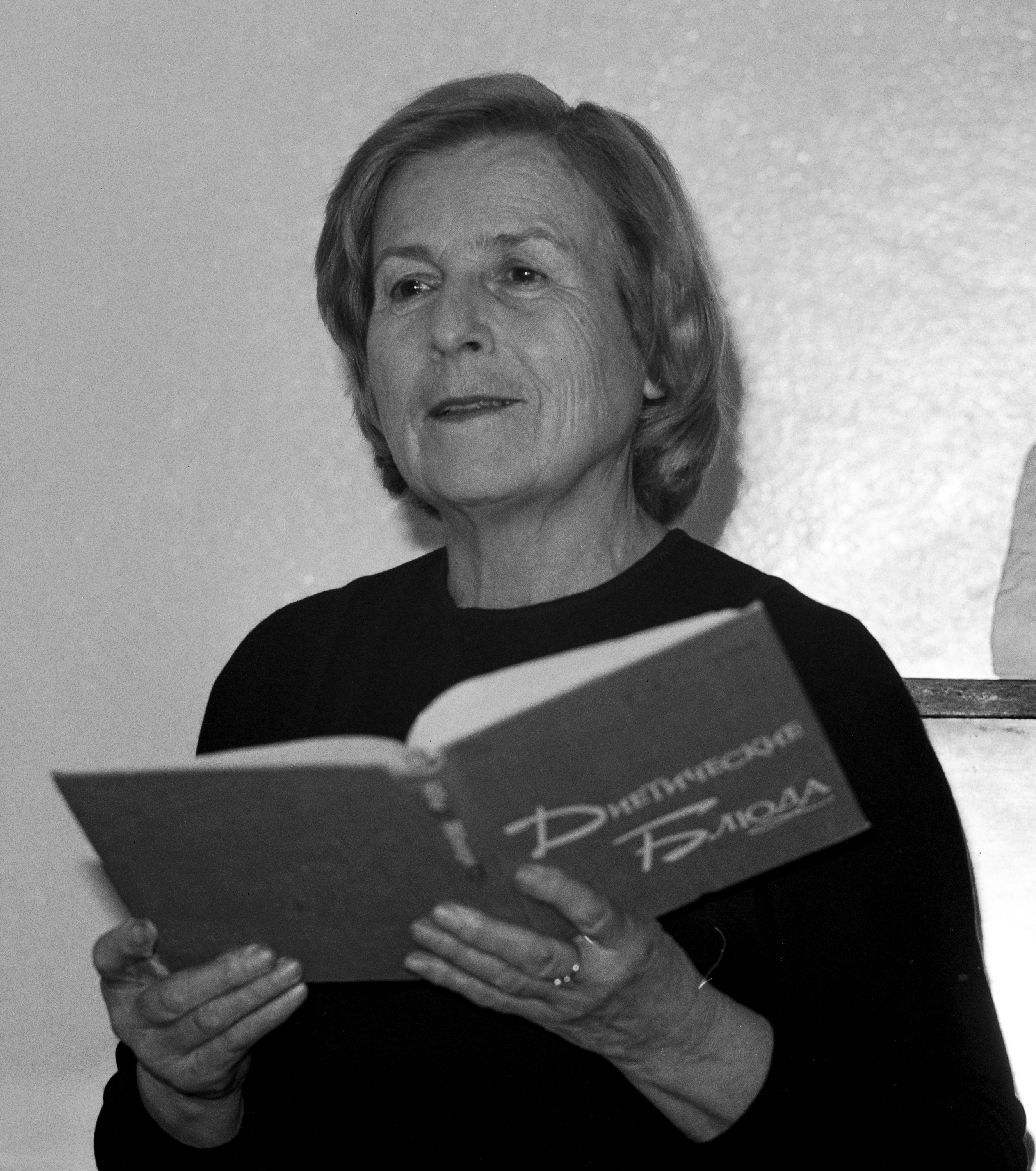
Galina Sergejewna Schatalowa (1916–2011)

- Schatalowa, Marija (* 1989), ukrainische Leichtathletin

### Schate
- Schatelen, Michail Andrejewitsch (1866–1957), russischer Elektroingenieur und Hochschullehrer
- Schaten, Nicolaus (1608–1676), deutscher Jesuit und Historiker
- Schater, Chairat al- (* 1950), ägyptischer Führer der Muslimbrüder
- Schaternikow, Michail Nikolajewitsch (1870–1939), russischer Physiologe

### Schati
- Schati, Irmgard (1921–1992), deutsche Schauspielerin am Deutschen Staatstheater Temeswar (1953–1983)
- Schati, Rudolf (1913–1984), rumänischer Schauspieler, Theaterleiter, Regisseur und Gründungsmitglied des Deutschen Staatstheaters Temeswar
- Schātibī, Abū Ishāq asch- († 1388), malikitischer Usūl-Gelehrter
- Schatirischwili, Sopo (* 1995), georgische Kugelstoßerin

### Schatk
- Schatke, Martin (* 1977), deutscher Hörspiel-, Lyrik- und Schulbuch-Autor
- Schatkow, Gennadi Iwanowitsch (1932–2009), sowjetischer Boxer

### Schato
- Schato, Andreas (1539–1603), deutscher Mathematiker, Physiker und Mediziner
- Schatorow, Metodi (1898–1944), bulgarischer Politiker
- Schatow, Nikolai Iwanowitsch (1909–1992), sowjetischer Gewichtheber
- Schatow, Oleg Alexandrowitsch (* 1990), russischer Fußballspieler

### Schatq
- Schatqanbajewa, Aischan (* 1972), kasachische Juristin

### Schatr
- Schatrow, Ilja Alexejewitsch († 1952), russischer Militärmusiker, Dirigent und Komponist
- Schatrow, Michail Filippowitsch (1932–2010), sowjetischer bzw. russischer Dramatiker und Romanautor

### Schats
- Schatschko, Oksana (* 1987), ukrainische Künstlerin und Femen-AktivistinOksana Schatschko (* 1987)

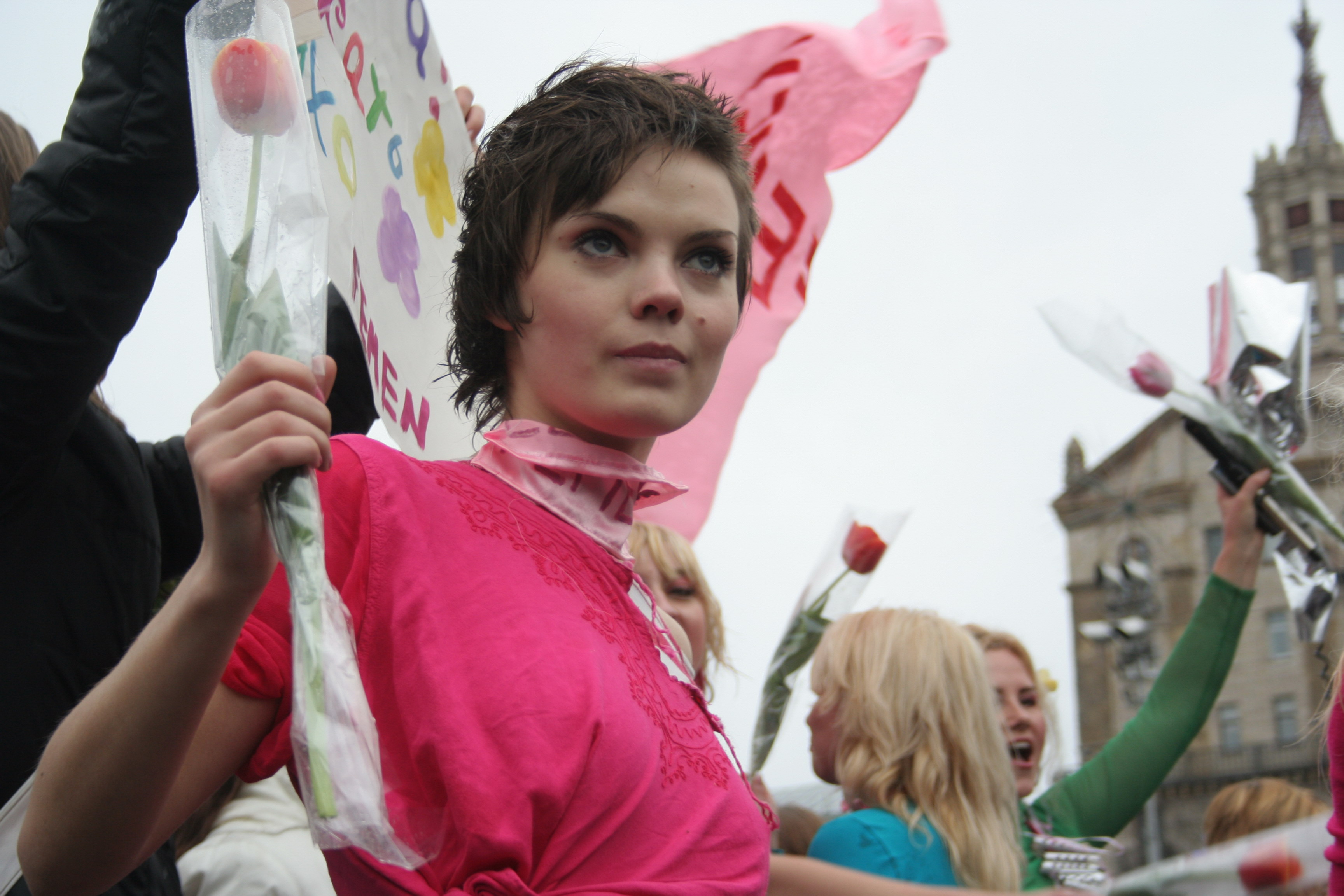
Oksana Schatschko (* 1987)

- Schatski, Nikolai Sergejewitsch (1895–1960), sowjetischer Geologe

### Schatt
- Schatt, Peter W. (* 1948), deutscher Musikpädagoge, Musikwissenschaftler und Künstler
- Schatt, Werner (1923–2009), deutscher Werkstoffwissenschaftler
- Schatta, Oliver (* 1974), deutscher Politiker (CDU), MdL
- Schattah, Mohammed (1951–2013), libanesischer Ökonom, Diplomat und Politiker
- Schattanik, Alfred (1901–1988), deutscher Gewerkschafter
- Schattauer, Fritz (* 1937), deutscher Fußballspieler und -trainer
- Schattauer, Nora (* 1952), deutsche Malerin und Zeichnerin
- Schattauer, Owe (* 1969), deutscher Rapper
- Schattauer, Sylvia (* 1979), deutsche Physikerin und Hochschulpräsidentin
- Schattauer, Wolfgang (* 1959), österreichischer Radsportler
- Schatte, Carl Philipp von (1746–1833), herzoglich bergischer Amtmann
- Schatte, Ulrich, deutscher DDR-Spion und Reserveoffizier
- Schattel, Bertram (* 1956), deutscher Komponist und Musikpädagoge
- Schattelbauer, Kurt (1940–2022), österreichischer Radrennfahrer
- Schatteman, Anthony (* 1989), belgischer Filmregisseur und DrehbuchautorAnthony Schatteman (* 1989)

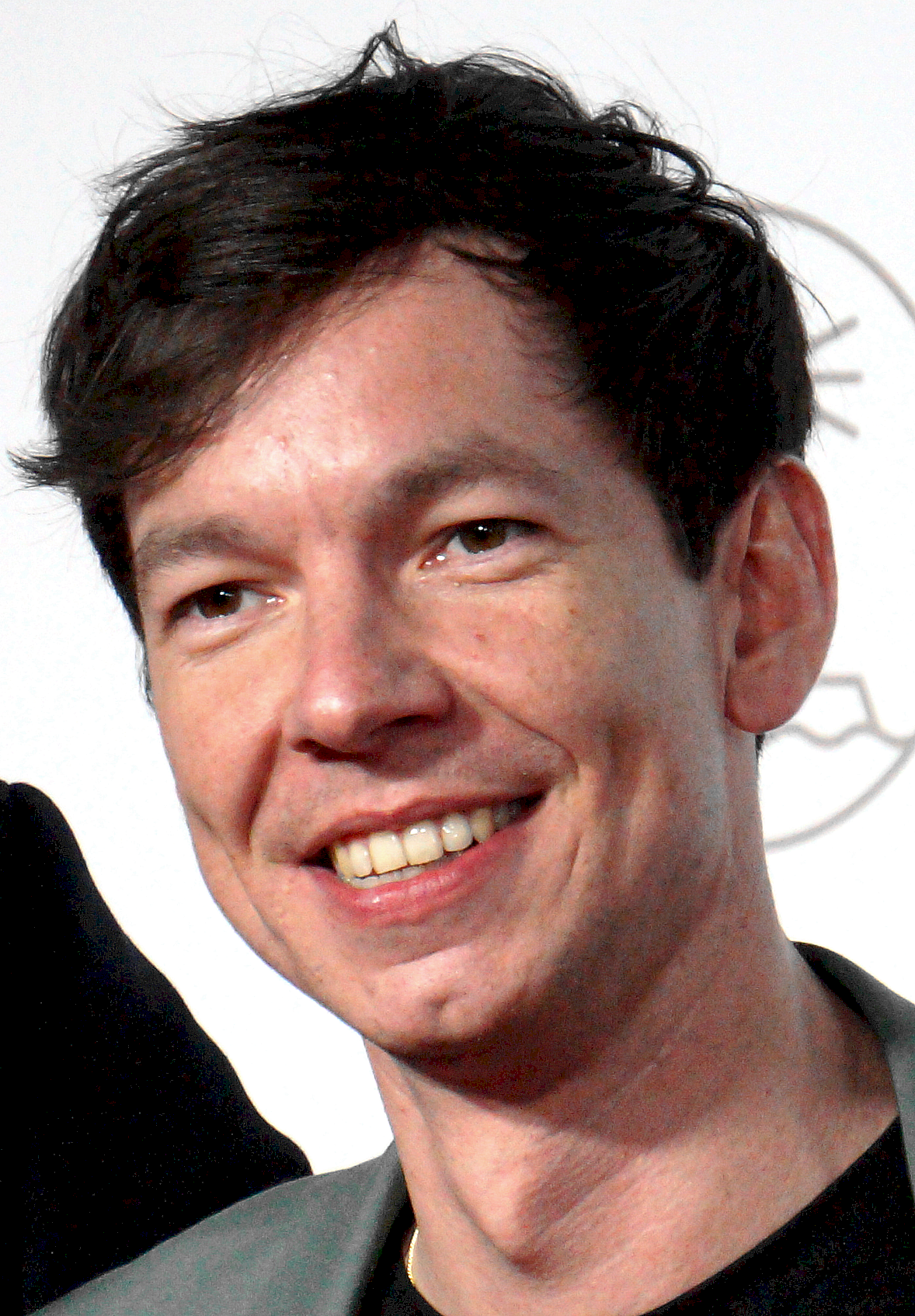
Anthony Schatteman (* 1989)

- Schatten, Robert (1911–1977), polnischer Mathematiker
- Schattenberg, Susanne (* 1969), deutsche Historikerin und Hochschullehrerin
- Schattenberg, Thomas, deutscher Organist
- Schattenfroh, Arthur (1869–1923), österreichischer Bakteriologe, Hygieniker und Ordinarius
- Schattenfroh, Franz (1898–1974), österreichisch-deutscher Politiker (NSDAP), MdR, Mitglied des Bundesrates
- Schattenfroh, Reinhold, deutscher Politiker (SPD)
- Schattenhofer, Michael (1915–1992), deutscher Historiker und Archivar
- Schattenmann, Karl Heinrich (1785–1869), deutscher Weinbau-Pionier
- Schattenstein, Nikol (1877–1954), russischer Gesellschaftsmaler
- Schatter, Kurt (1881–1962), deutscher Pädagoge (SPD, LDPD), MdV und VVN-Aktivist
- Schättin, Tobias (* 1997), Schweizer Fussballspieler
- Schattkowsky, Martina (* 1953), deutsche Historikerin
- Schattkowsky, Ralph (* 1953), deutscher Historiker
- Schättle, Horst (1939–2020), deutscher Journalist und Intendant
- Schattling, Timm-Marvin (* 1990), deutscher Schauspieler
- Schattmann, Albert (1891–1949), deutscher Kameramann
- Schattmann, Alfred (1876–1952), polnischer Komponist und Musikschriftsteller
- Schattmann, Werner (1924–2014), deutscher Jurist, Diplomat und Botschafter
- Schattner, Bernd (* 1968), deutscher Politiker (AfD), MdB
- Schattner, Heinz (1912–1954), deutscher Gewichtheber
- Schattner, Karljosef (1924–2012), deutscher Architekt
- Schattner, Peter Josef (1894–1962), sozialdemokratischer Gewerkschafter und Politiker
- Schattner, Thomas G. (* 1955), deutscher Klassischer Archäologe
- Schattner-Rieser, Ursula (* 1966), österreichisch-französische Semitistin und Judaistin
- Schatton, Sarah (* 1988), deutsche Fußballspielerin
- Schattovits, Helmuth (1939–2015), österreichischer Betriebswirt und Verbandsfunktionär
- Schattschneider, Arnold (1869–1930), deutscher Dirigent
- Schattschneider, Clemens (* 1992), österreichischer Snowboarder
- Schattschneider, Doris (* 1939), US-amerikanische Mathematikerin
- Schattschneider, Elmer Eric (1892–1971), US-amerikanischer Politikwissenschaftler und Hochschullehrer
- Schattschneider, Peter (* 1950), österreichischer Physiker und Science-Fiction-Schriftsteller

### Schatu
- Schatunow, Juri Wassiljewitsch (1973–2022), russischer SängerJuri Wassiljewitsch Schatunow (1973–2022)

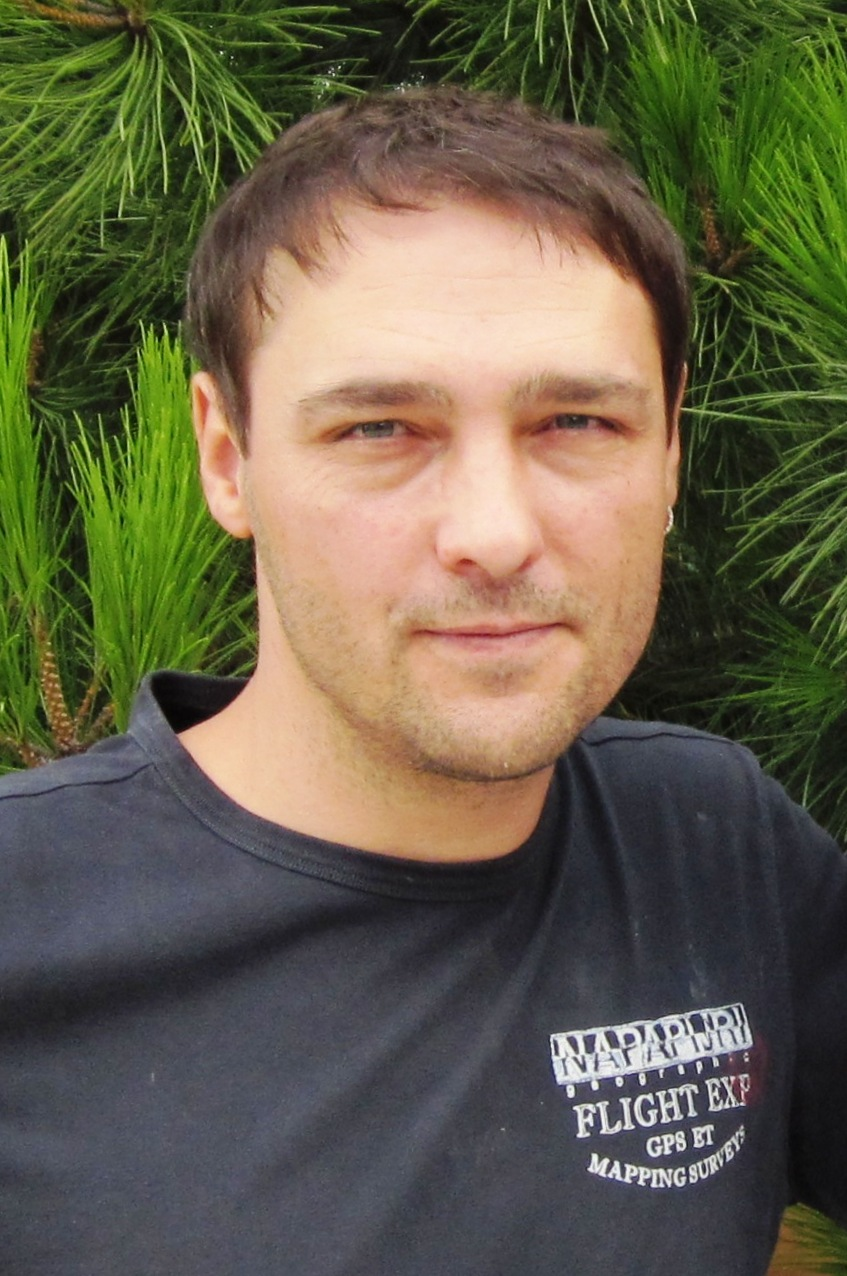
Juri Wassiljewitsch Schatunow (1973–2022)

- Schatunowski, Samuil Ossipowitsch (1859–1929), ukrainischer Mathematiker

### Schatz
- Schatz Uffenheimer, Rivka (1927–1992), israelische Wissenschaftlerin, Hochschullehrerin, Judaistin, Autorin
- Schatz, Adelgott (1857–1943), katholischer Priester und Historiker
- Schatz, Albert (1839–1910), deutscher Musikalienhändler und Sammler
- Schatz, Albert (1920–2005), US-amerikanischer Bakteriologe und Mitentdecker des Antibiotikums Streptomycin
- Schatz, Alexandra (* 1955), deutsche Filmproduzentin, Drehbuchautorin, Filmregisseurin, Kamerafrau, Zeichentrick-Animatorin und Hochschullehrerin
- Schätz, Alfred, österreichischer Offizier
- Schatz, Anton (1917–1964), italienischer Politiker (Südtirol)
- Schatz, Anton Josef (1902–1968), österreichischer Politiker (NSDAP), MdR
- Schätz, August von (1856–1911), deutscher Jurist und Ministerialbeamter
- Schatz, Avner (* 1959), israelischer Schriftsteller
- Schatz, Birgit (* 1969), österreichische Politikerin (Die Grünen), Abgeordnete zum Nationalrat
- Schatz, Boris (1866–1932), jüdischer Bildhauer, Maler und Lehrer
- Schatz, Brian (* 1972), US-amerikanischer Politiker (Demokratische Partei)
- Schatz, Carsten (* 1970), deutscher Politiker (parteilos, Die Linke), MdACarsten Schatz (* 1970)

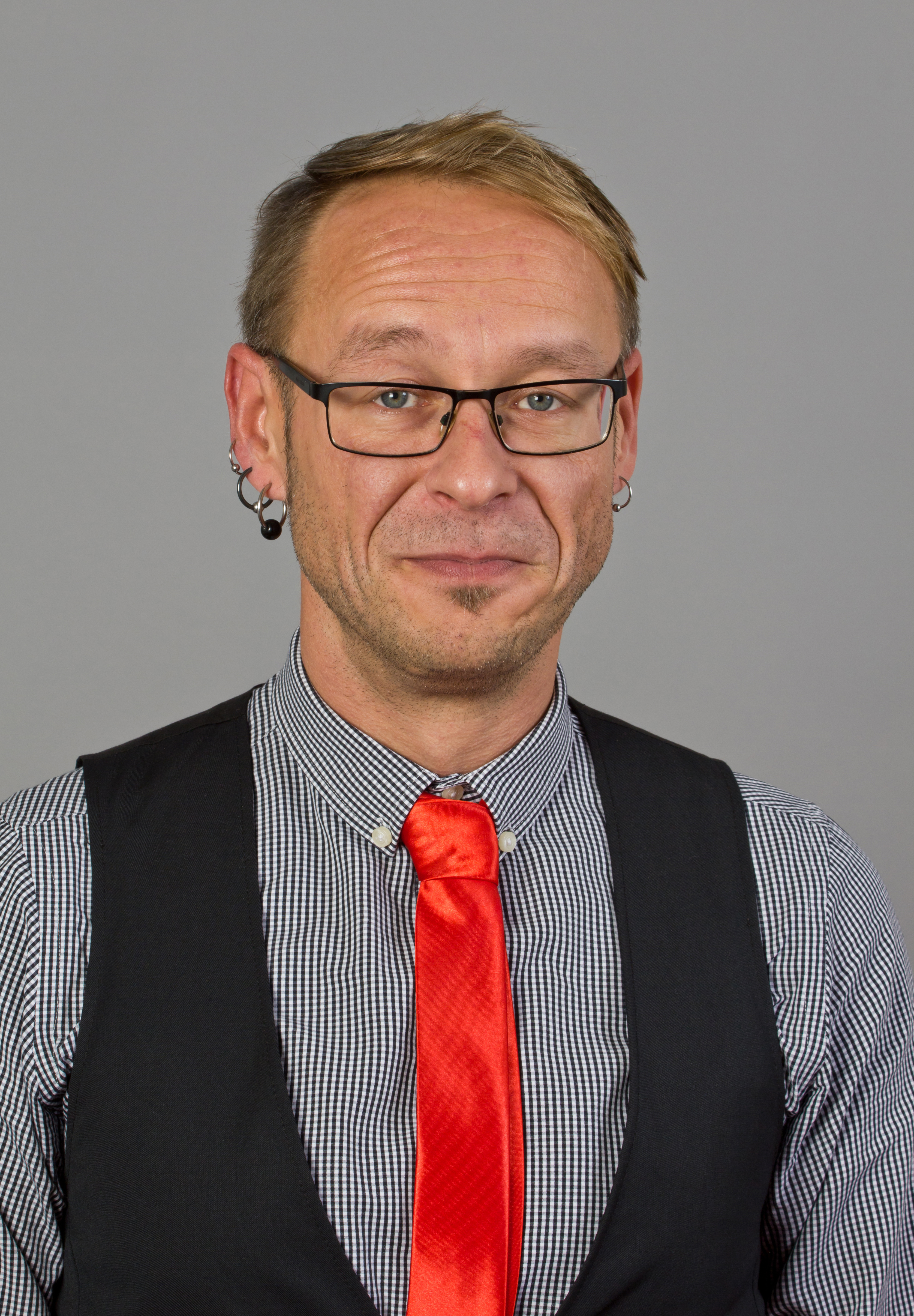
Carsten Schatz (* 1970)

- Schatz, Christian (* 1975), österreichischer Naturbahnrodler
- Schatz, David († 1750), deutscher Architekt, Baumeister und Gartenarchitekt
- Schatz, David G. (* 1958), US-amerikanischer Biologe
- Schatz, Dirk (* 1970), deutscher Politiker (SPD, CDU), MdL, Landrat des Landkreises Mansfeld-Südharz
- Schatz, Dirk (* 1978), deutscher Politiker (PIRATEN), MdL
- Schatz, Edgar (1924–2017), deutscher Radrennfahrer
- Schatz, Eugen (* 1872), deutscher Arzt und Politiker, MdR
- Schatz, Friedhelm (* 1951), deutscher Unternehmer und Themenpark-Inhaber
- Schatz, Friedrich (1841–1920), deutscher Gynäkologe und Rektor der Universität Rostock
- Schatz, George C. (* 1949), US-amerikanischer Chemiker
- Schatz, George Edward (* 1953), US-amerikanischer Botaniker
- Schatz, Gottfried (1936–2015), schweizerisch-österreichischer BiochemikerGottfried Schatz (1936–2015)

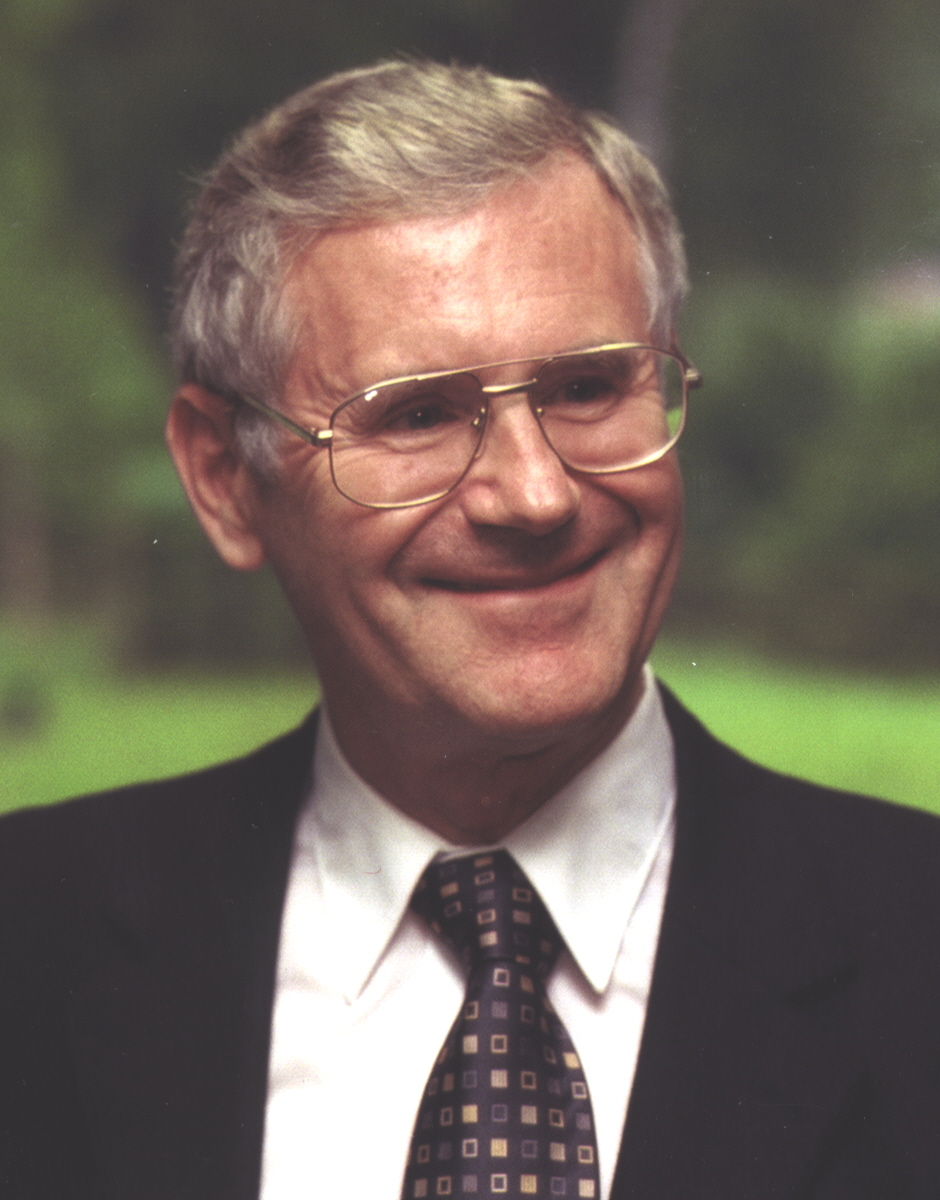
Gottfried Schatz (1936–2015)

- Schatz, Hans-Jürgen (* 1958), deutscher Schauspieler
- Schatz, Helmut (* 1937), österreichischer Internist und Klinikdirektor
- Schatz, Heribert (* 1936), deutscher Politikwissenschaftler
- Schätz, Hermann (* 1934), deutscher Politiker (SPD), MdB
- Schatz, Holger (* 1968), deutscher Jurist und politischer Beamter (SPD)
- Schatz, Hubert (1960–2023), österreichischer Maler, Autor und Naturgeist-Forscher
- Schatz, Jessie George (1954–1996), deutsch-amerikanischer Staff Sergeant
- Schatz, Johann (1889–1956), österreichischer Bauer, Gerechter unter den Völkern
- Schatz, Josef (1871–1950), österreichischer Sprachwissenschaftler
- Schatz, Josef (1905–1993), deutscher Jurist und Politiker (BVP, CSU), MdB
- Schatz, Josef (1920–1999), österreichischer Politiker (ÖVP), Landtagsabgeordneter im Burgenland
- Schatz, Julia (* 1986), deutsche Rettungsschwimmerin
- Schatz, Kamilla (* 1968), österreichisch-schweizerische Kulturintendantin und Gründerin der Pestalozzi Schulcamps
- Schatz, Klaus (* 1938), deutscher römisch-katholischer Theologe
- Schatz, Leo (1918–2014), niederländischer Künstler
- Schatz, Manfred (1925–2004), deutscher Maler
- Schatz, Maria (1889–1948), österreichische Bäuerin, Gerechte unter den Völkern
- Schatz, Otto Rudolf (1900–1961), österreichischer Maler und Grafiker
- Schatz, Paul (1898–1979), deutsch-schweizerischer Anthroposoph, Künstler, Erfinder und Techniker
- Schatz, Peer M. (* 1965), schweizerisch-österreichischer Manager
- Schatz, Roman (* 1960), deutsch-finnischer Schriftsteller
- Schatz, Ruedi (1925–1979), Schweizer Politiker, Bankier und Bergsteiger
- Schatz, Sabine (* 1978), österreichische Politikerin (SPÖ), Abgeordnete zum Nationalrat
- Schatz, Silke (* 1967), deutsche Künstlerin
- Schatz, Thorsten (* 1968), deutscher Journalist und Autor
- Schatz, Vernon (1921–2012), amerikanischer Informatiker
- Schatz, Werner (* 1925), deutscher Politiker (CDU), MdBB
- Schatz, Wilhelm (1802–1867), deutscher Botaniker und Philologe
- Schatz, Wilhelm (1846–1918), deutscher Kaufmann und Politiker
- Schatz, Willi (1903–1976), deutsch-baltischer Filmarchitekt
- Schatz, Willi (1905–1985), deutscher Zahnarzt im KZ Auschwitz
- Schatz, Wolfgang (* 1960), deutscher Schauspieler, Hörspiel- und Synchronsprecher
- Schatzberg, Jerry (* 1927), US-amerikanischer Regisseur
- Schatzdorfer, Hans (1897–1969), österreichischer Mundartdichter, Geigenbauer und Tischler
- Schätze, Michael (1948–2023), deutscher Lehrer und Politiker (CDU), MdVK
- Schätzel, Georg (1875–1934), deutscher Jurist und Politiker (BVP), Reichspostminister
- Schätzel, Johann Fabian Wilhelm von (1739–1803), preußischer Generalmajor
- Schätzel, Pauline von (1811–1882), deutsche Opernsängerin (Sopran)
- Schätzel, Walter (1890–1961), deutscher Rechtswissenschaftler
- Schätzell, Maximilian Theodor von (1804–1879), Staatsminister von Anhalt-Bernburg und preußischer Verwaltungsbeamter
- Schatzer, Eva (* 2005), italienische Fußballspielerin
- Schatzgeyer, Kaspar († 1527), katholischer Kontroverstheologe der Reformationszeit
- Schätzing, Frank (* 1957), deutscher SchriftstellerFrank Schätzing (* 1957)

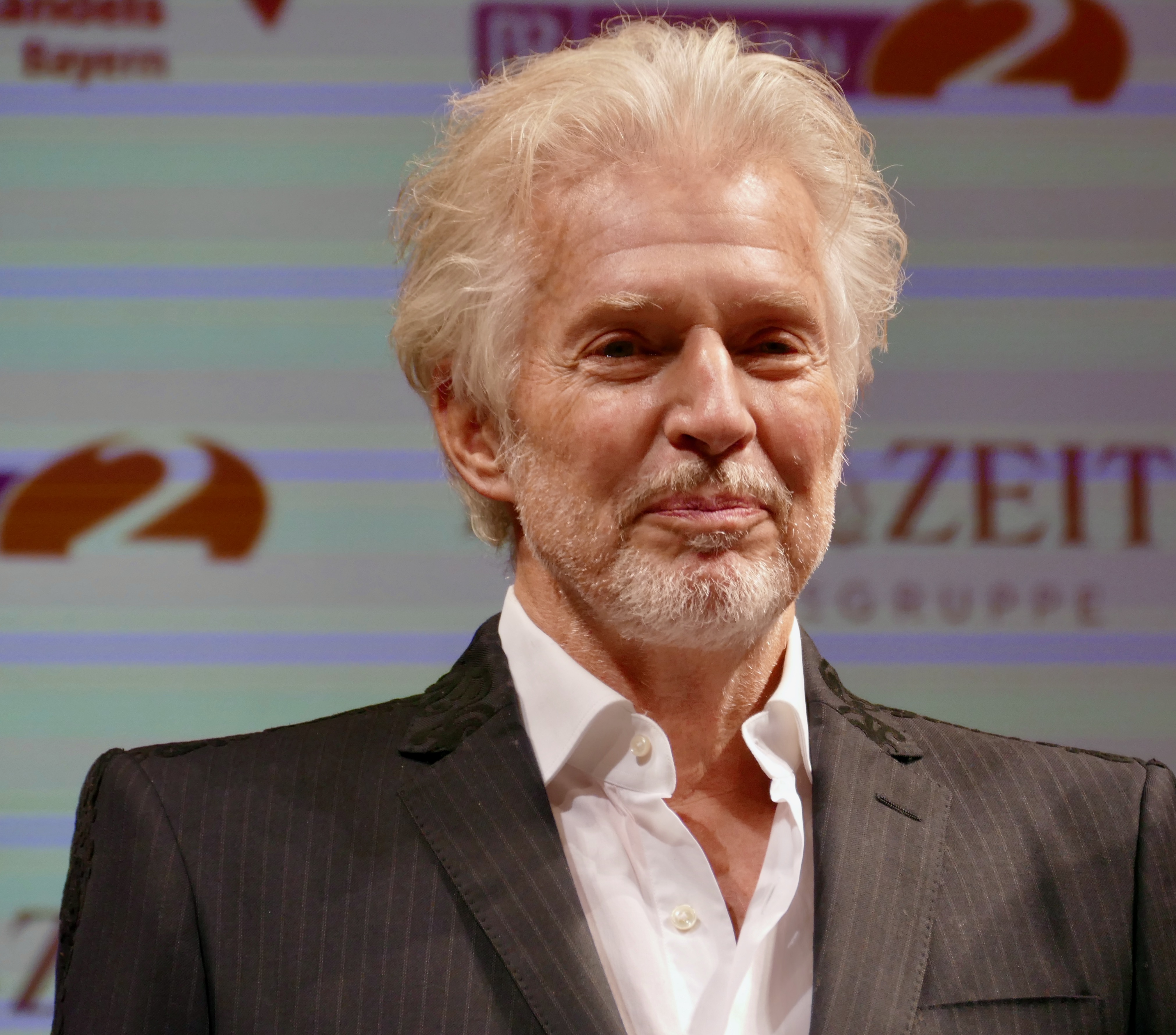
Frank Schätzing (* 1957)

- Schätzke, Hans (* 1938), deutscher Jazzmusiker und Musikredakteur
- Schatzker, Chaim (* 1928), israelischer Historiker und Forscher für politische Bildung
- Schatzker, Otto (1885–1959), österreichischer Kunsthändler
- Schatzki, Erich (1898–1991), deutscher Flugzeugkonstrukteur, unter anderem beschäftigt bei Junkers, Lufthansa und Fokker
- Schatzki, Richard (1901–1992), deutsch-US-amerikanischer Röntgenologe
- Schatzki, Walter (1899–1983), deutsch-amerikanischer Buchhändler und Antiquar
- Schätzl, Johannes (* 1993), deutscher Politiker (SPD)
- Schatzl, Leo (* 1958), österreichischer Künstler
- Schätzl, Lothar (1914–2006), deutscher Maler
- Schätzl, Ludwig (* 1938), deutscher Geograph, Präsident der Leibniz Universität Hannover (1997–2005)
- Schätzl, Markus (* 1995), deutscher Eisstockschütze (Stockschießen)
- Schätzl, Martin (1909–1934), deutsches SA-Mitglied, Opfer des so genannten Röhm-PutschesMartin Schätzl (1909–1934)

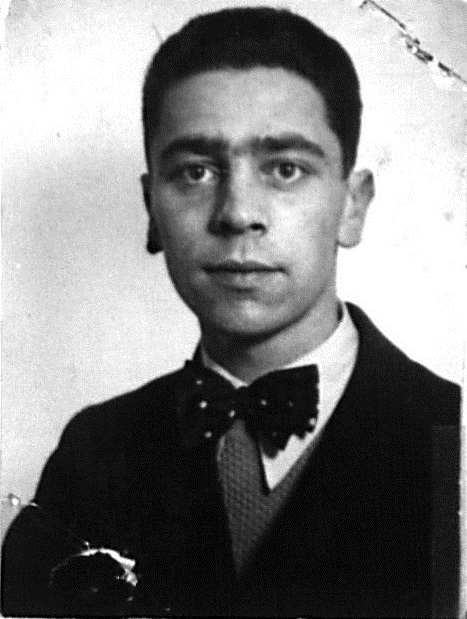
Martin Schätzl (1909–1934)

- Schätzle, Alois (1925–2022), deutscher Politiker (CDU), MdL
- Schätzle, Anita (* 1981), deutsche Freistilringerin
- Schätzle, Bernhard (* 1954), deutscher Politiker (CDU), MdL
- Schätzle, Jörg, deutscher Basketballspieler
- Schätzle, Julie (1903–1996), Schweizer Malerin und Grafikerin
- Schätzle, Julius (1905–1988), deutscher Politiker (KPD, DKP), MdL Württemberg-Baden
- Schätzle, Ortrun (* 1934), deutsche Politikerin (CDU), MdB
- Schätzle, Walter (1927–2007), deutscher Mediziner
- Schätzlein, August (1859–1930), deutscher Heimatforscher und Lehrer in Bielefeld und Gütersloh
- Schätzlein, Georg (1887–1938), deutscher Unternehmer
- Schätzler, Hermann (1923–2009), deutscher Maler und Zeichner
- Schätzler, Wilhelm (1929–2018), deutscher römisch-katholischer Priester und Sekretär der Deutschen Bischofskonferenz (1983–1996)
- Schätzler-Perasini, Gebhard (1866–1931), deutscher Schriftsteller, Bühnenschauspieler und Stummfilmregisseur
- Schatzman, Evry (1920–2010), französischer Astrophysiker
- Schatzman, Michelle (1949–2010), französische Mathematikerin
- Schatzmann, Hans (1849–1923), Schweizer Richter, Beamter und Bundeskanzler
- Schatzmann, Hans (* 1962), Schweizer Berufsoffizier (Brigadier)
- Schatzmann, Max (1916–2007), Schweizer Zahnmediziner und Philanthrop
- Schatzmann, Rudolf (1822–1886), Schweizer reformierter Geistlicher und Landwirt
- Schatzmann, Samuel (1955–2016), Schweizer Dressurreiter
- Schatzmayr, Friedrich (1890–1952), österreichischer Politiker
- Schatzschneider, Dieter (* 1958), deutscher Fußballspieler
- Schatzschneider, Hellmut, deutscher Diplomat